# YungRussia
YungRussia (произносится «янграша») (рус. Молодая Россия) (иногда стилизовано под маюскул — «YUNGRUSSIA») — российское музыкальное объединение, в состав которого входили хип-хоп-группы Dead Dynasty, Dopeclvb, Sabbat Cult и Litalima. Создателем являлся Артём Кулик, также известный под сценическим именем Boulevard Depo.
Объединение прекратило своё существование 23 ноября 2016 года.

## История
В сентябре 2014 года Boulevard Depo создаёт хештег «YungRussia» в службе микроблогов Tumblr. Через некоторое время всё перерастает в целое творческое движение, и Артём со своими близкими коллегами решает создать коалицию, на момент создания которой все участники были известны только в узких кругах слушателей.
22 апреля 2015 года — вышел музыкальный видеоклип на песню «Champagne Squirt» от исполнителей Pharaoh и Boulevard Depo, который стал отправной точкой для признания публики. Видеоклип был снят как промо к первому туру, под названием «YungRussia Showcase Tour».
В мае 2016 года отправляются во второй тур, который назывался «YungRussia Episode II: Springbreak».
Летом того же года про YungRussia снят документальный фильм от Adidas Originals и Boiler Room.
В сентябре 2016 года анонсируют последний тур — «YungRussia Harvest Time». В качестве промо был выпущен видеоклип на песню «5 минут назад» от Pharaoh и Boulevard Depo, который сразу же стал вирусным.
Перед началом тура менеджер Джонатан Ливингстон опубликовал в официальном сообществе социальной сети «ВКонтакте» обращение к слушателям:
Последний он (тур) по многим причинам, но я расскажу о самых простых из них. Во-первых, никто не ожидал, что от 0 до 100 мы разгонимся так быстро. Во-вторых, мы осознали, что признание не есть понимание. А в-третьих, мы банально выросли и уже начинаем выходить за рамки того, что нам бы хотелось делать. Потому насиловать данное имя более не имеет никакого смысла.
23 ноября в клубе «Космонавт» (город Санкт-Петербург) состоялся последний концерт, после которого YungRussia распалась.

## Полный состав

### Dead Dynasty
- Pharaoh / ColdSiemens — исполнитель, продюсер
- Mnogoznaal — исполнитель, продюсер (как Fortnoxpockets)
- 39 — исполнитель
- Dima Roux — исполнитель
- Otis — исполнитель
- Jeembo — исполнитель
- Techno — исполнитель
- Acid Drop King — исполнитель
- Saluki — продюсер, исполнитель
- White Punk — продюсер, исполнитель
- Southgarden — продюсер
- FrozenGangBeatz — продюсер
- Cheney Weird — продюсер
- Dimvrs — продюсер
- stereoRYZE — продюсер
- Bryte — продюсер
- Meep — продюсер
- Lapi — продюсер
- Evian Voag — продюсер
- Lostsvund — продюсер
- Crazie Mugg — продюсер
- Visnu — видеосъёмка
- Prpl — дизайнер
- Shulya — дизайнер
- vrszv — дизайнер
- Джонатан Ливингстон — менеджер

### Dopeclvb
- i61 — исполнитель, продюсер, дизайн, анимация, видеосъёмка, художник.
- Basic Boy — исполнитель
- Glebasta Spal — исполнитель
- Thomas Mraz — исполнитель
- Devika Shawty — исполнитель, продюсер
- Custom Quest — музыка
- Настя Тусина — менеджер, дизайн, фотограф, художник
- Nickie Zimov — художник, музыка
- Глеб Кузнецов — видео
- Padillion — музыка

### Sabbat Cult
- Superior.Cat.Proteus — исполнитель, продюсер
- GONE.Fludd — исполнитель
- Tveth — исполнитель, продюсер (как Yung Thai-Fi)
- Iroh — исполнитель
- Cakeboy — продюсер, исполнитель
- Flipper Floyd — исполнитель, продюсер
- Low-Fi Prince -исполнитель, дизайнер
- Snuf — исполнитель
- BragOne — продюсер
- M00nchild — продюсер
- 50k — продюсер
- Sidxkick — продюсер
- Ponyland — дизайнер
- Dixhead — дизайнер
- Wave 16 — дизайнер

### Litalima
- Mnogoznaal — исполнитель, продюсер (как Fortnoxpockets)
- Tilmil — исполнитель, продюсер
- Yar4ey — исполнитель
- Tvli — исполнитель
- подвала ноктюрн — исполнитель
- Nnemo — исполнитель
- Ipanema — исполнитель
- Зима — исполнитель
- Feelowsaw? — исполнитель
- Laime — продюсер
- Ccocoonn — продюсер
- Lmn — продюсер
- Kejn — продюсер
- kuroiumi — продюсер
- Lemmon 714 — DJ
- Shulya — дизайнер

### Другие
- Boulevard Depo — исполнитель
- Gera Pkhat — исполнитель
- SP4K — продюсер
- Shadow Playaz — продюсер
- Карина Сафина — художник
- Саша Зимина — модель

## Дискография

### Студийные альбомы
| Год  | Альбом                                                                 |
| ---- | ---------------------------------------------------------------------- |
| 2014 | Rapp (Boulevard Depo)                                                  |
| 2014 | «Создано из ничего» (Superior.Cat.Proteus)                             |
| 2015 | August Underground (Sabbat Cult)                                       |
| 2015 | «Сироп ОТ Кашля» (Tilmil)                                              |
| 2015 | «Горе проигравшим: Предисловие к превосходству» (Superior.Cat.Proteus) |
| 2015 | Killin Hillz (Tveth)                                                   |
| 2015 | «Иферус: Белые Долины» (Mnogoznaal)                                    |
| 2015 | Otricala (Boulevard Depo)                                              |
| 2015 | «Формы и Пустота» (GONE.Fludd)                                         |
| 2016 | May 13 (Thomas Mraz)                                                   |
| 2016 | «Герой Хаоса» (Superior.Cat.Proteus)                                   |
| 2016 | «Грустный Клоун: Спектакль» (Tilmil)                                   |
| 2016 | «Ночной ловец солнца» (Mnogoznaal)                                     |

### Мини-альбомы
| Год  | Мини-альбом                                          |
| ---- | ---------------------------------------------------- |
| 2014 | Static (Glebasta Spal)                               |
| 2015 | Paywall (Pharaoh совместно с Boulevard Depo)         |
| 2015 | 12+ (i61)                                            |
| 2015 | Thug Love (Tveth)                                    |
| 2015 | Dominion (Iroh)                                      |
| 2015 | «Вишневый сок» (Basic Boy совместно с Glebasta Spal) |
| 2015 | Rage Mode (Rare Action) (Pharaoh совместно с i61)    |
| 2015 | High tekk (Tveth)                                    |
| 2016 | «Плакшери» (Pharaoh совместно с Boulevard Depo)      |
| 2016 | Graymurder (39)                                      |
| 2016 | Rare Gods, Vol. 1 (Boulevard Depo совместно с i61)   |
| 2016 | GPRS (Basic Boy совместно с Glebasta Spal)           |
| 2016 | Black Gin (39)                                       |
| 2016 | Rare Gods, Vol. 2 (Boulevard Depo совместно с i61)   |
| 2016 | Painkiller (Jeembo совместно с TVETH)                |
| 2016 | W.T.M.H (39)                                         |
| 2016 | Кондитерская (Pharaoh совместно с ЛСП)               |
| 2016 | Ca$h In (GERA PKHAT)                                 |
| 2016 | High Lust (GONE.Fludd)                               |

### Микстейпы
| Год  | Микстейп                       |
| ---- | ------------------------------ |
| 2015 | Denial (White Punk)            |
| 2015 | Blessedbyteam (Devika Shawty)  |
| 2015 | Dop3tape (Dopeclvb)            |
| 2015 | Dolor (Pharaoh)                |
| 2015 | Erebus (Cakeboy)               |
| 2015 | Shelby, Vol. 2: Infinity (i61) |
| 2016 | Quintillian (White Punk)       |
| 2016 | Forfree (Gera Pkhat)           |
| 2016 | Mouse House (SP4K)             |
| 2016 | Phosphor (Pharaoh)             |

## Видеоматериалы
Во время тура «YungRussia Showcase Tour» Visnu — режиссёр Dead Dynasty — записывал видеоматериалы, которые позже вошли в видеоролики на его YouTube канале.
В 2018 году вышел последний видеоклип, снятый Visnu, про YungRussia.
В 2016 году снят документальный фильм от Adidas Originals и Boiler Room.

## Концертные туры
- 2015 — YungRussia Showcase Tour
- 2016 — YungRussia Episode II: Springbreak
- 2016 — Summer Dope (Dopeclvb)
- 2016 — Painkiller Tour (Jeembo & Tveth)
- 2016 — YungRussia Harvest Time